# 11249 Etna
11249 Etna è un asteroide della fascia principale. Scoperto nel 1971, presenta un'orbita caratterizzata da un semiasse maggiore pari a 3,9622169 UA e da un'eccentricità di 0,1965641, inclinata di 14,43023° rispetto all'eclittica.